# Teuabu
Teuabu ist ein Ort im Norden des Nonouti-Atolls in den zum Inselstaat Kiribati gehörenden Gilbertinseln im Pazifischen Ozean mit einer Landfläche von 0,27 km². 2020 hatte der Ort 219 Einwohner.

## Geographie
Teuabu liegt im Nordosten von Nonouti, als nördlichster Ort auf dem Haupt-Motu des Atolls. Im Ort gibt es ein traditionelles Versammlungshaus (Teuabu Maneaba) und die Teuabu Catholic Church. Im Südosten schließen sich der Ortsteil Buariki sowie der Ort Temanoku an. Im Nordwesten ist das nächste bewohnte Motu Benuaroa.

## Klima
Das Klima ist tropisch heiß, wird jedoch von ständig wehenden Winden gemäßigt. Ebenso wie die anderen Orte des Nonouti-Atolls wird Teuabu gelegentlich von Zyklonen heimgesucht.